# Huzarde
Die Huzarde ist ein Fluss in Frankreich, der im Département Allier in der Region Auvergne-Rhône-Alpes verläuft. Sie entspringt im Gemeindegebiet von Chapeau dem kleinen See Étang des Ranches, entwässert generell Richtung Nordnordost und mündet nach rund 19 Kilometern im Gemeindegebiet von Chevagnes als linker Nebenfluss in den Acolin.

## Orte am Fluss
(Reihenfolge in Fließrichtung)
- Montbeugny
- Lusigny
- Chevagnes